# تپه ده کن (بخش انصار)
تپه ده‌ کن مربوط به هزاره اول (پیش از میلاد) - دوره اسلامی قرن ۳ تا ۴ و ۶ تا ۸ (ه.ق) است و در شهرستان تکاب، بخش مرکزی، دهستان انصار، روستای ساری قورخان واقع شده است. این اثر در تاریخ ۳۰ دی ۱۳۸۵ با شمارهٔ ثبت ۱۶۷۵۳ به عنوان یکی از آثار ملی ایران به ثبت رسیده است.